# Tällsjön (Anundsjö socken, Ångermanland, 705901-158471)
Tällsjön är en sjö i Örnsköldsviks kommun i Ångermanland och ingår i Moälvens huvudavrinningsområde. Sjön har en area på 0,255 kvadratkilometer och ligger 256,6 meter över havet.

## Delavrinningsområde
Tällsjön ingår i det delavrinningsområde (705930-158486) som SMHI kallar för Mynnar i Krokån. Medelhöjden är 267 meter över havet och ytan är 13,34 kvadratkilometer. Det finns inga avrinningsområden uppströms utan avrinningsområdet är högsta punkten. Vattendraget som avvattnar avrinningsområdet har biflödesordning 4, vilket innebär att vattnet flödar genom totalt 4 vattendrag innan det når havet efter 87 kilometer. Avrinningsområdet består mestadels av skog (55 procent) och sankmarker (41 procent). Avrinningsområdet har 0,26 kvadratkilometer vattenytor vilket ger det en sjöprocent på 1,9 procent.